# Cirrus floccus

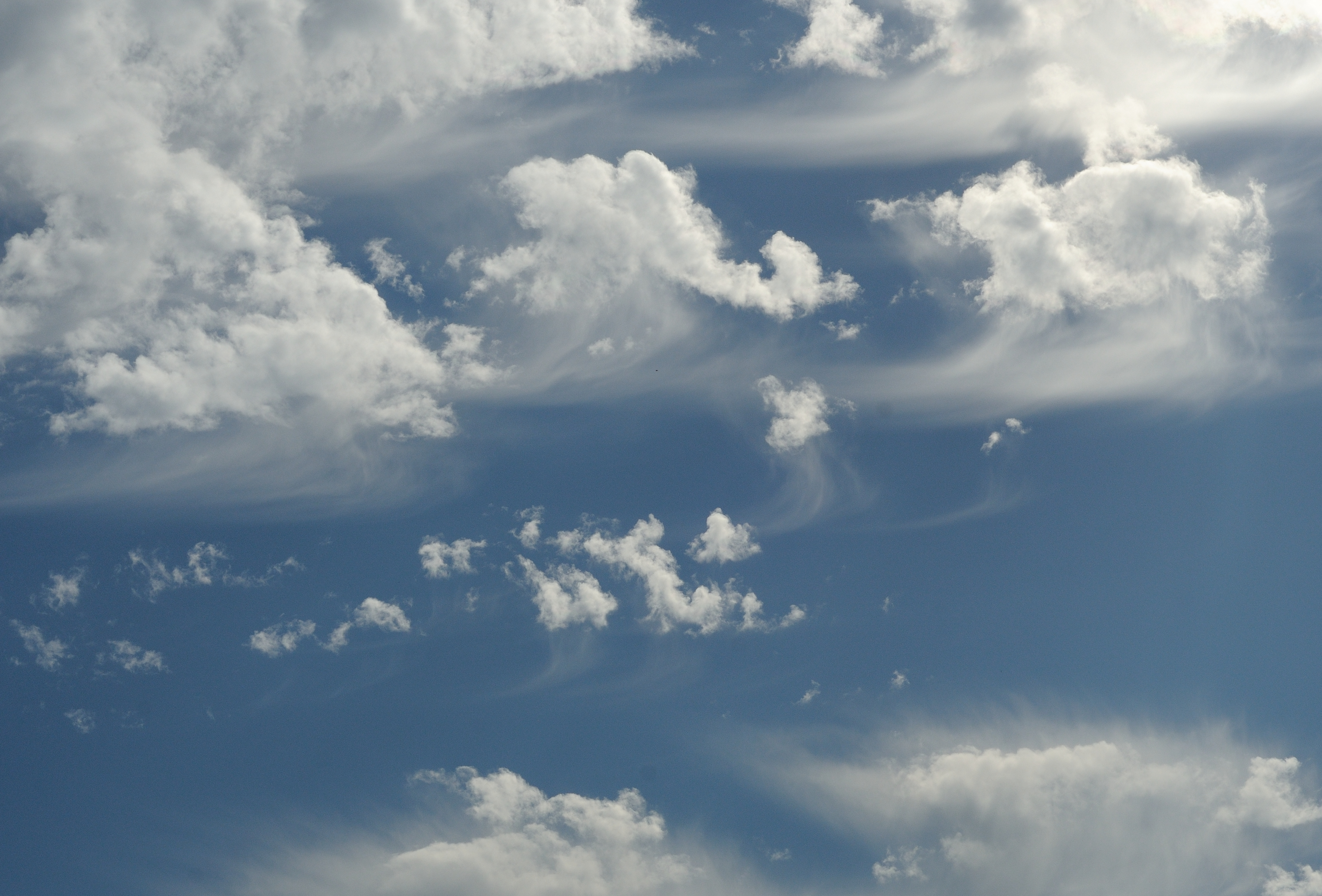
Cirrus floccus

Cirrus floccus é um tipo de Nuvem Cirrus. O nome floccus é derivado do Latim e significa flocos. Estes tipos de nuvens aparecem como pequenos flocos de lã, e geralmente as suas bases são de forma irregular. A nuvem pode ocasionalmente apresentar Virga caindo, mas as precipitações não atingem o solo. Os tufos de nuvens se apresentam de forma individual e são isolados uns dos outros. Na sua formação, as nuvens são como flocos brancos brilhantes e podem ser confundidas com as nuvens denominadas Altocumulus, mas depois de alguns minutos, o brilho começa a desaparecer, indicando a presença de puro gelo.

## Ver Também
- Cirrus castellanus
- Cirrus uncinus
- Cirrus fibratus
- Cirrus spissatus
- Cirrus intortus
- Cirrus vertebratus
- Cirrus duplicatus
- Cirrus mammatus
- Cirrus kelvin-helmholtz